# Водяная мельница (Поставы)
Водяная мельница (бел. Вадзяны млын) — историческое здание второй половины XIX века в Поставах, памятник архитектуры. Расположена по адресу: Красноармейская улица, дом 10.

## История
Здание водяной мельницы построено на берегу реки Мяделки, у моста, во второй половине XIX века, вероятно, на месте более старой деревянной мельницы, уничтоженной пожаром. Первоначально была одноэтажной, в конце XIX века надстроена до трёх этажей. На первом этаже здания размещались турбина и многоступенчатая трансмиссия, на втором этаже — жернова, на третьем — вспомогательные помещения, в частности, с машинами для очищения, лущения и шатрования зерна. Здание отреставрировано в 1994 году. С 1998 года в здании действует Поставский Дом ремёсел «Стары млын».

## Архитектура

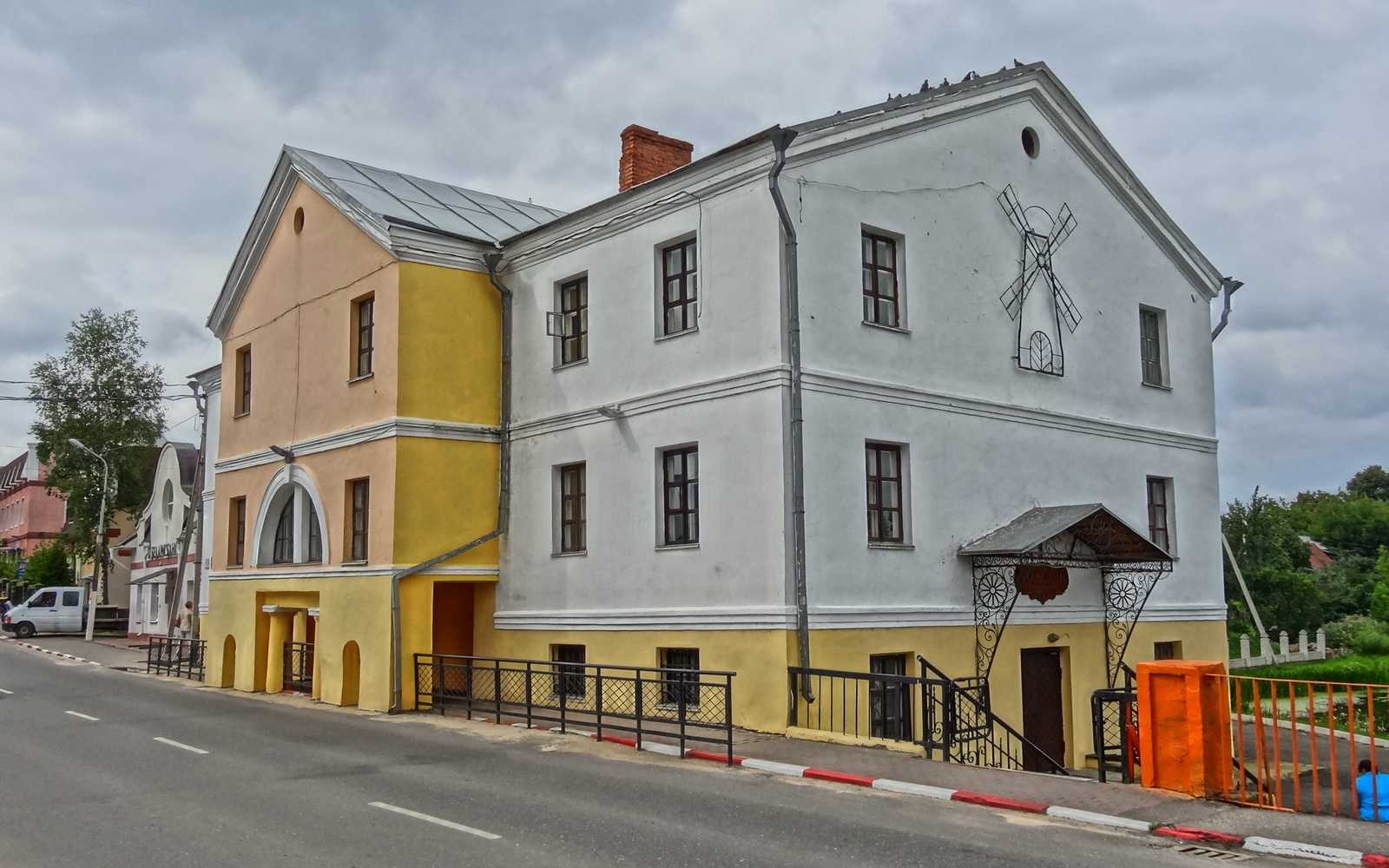

Здание является памятником промышленной архитектуры в стиле позднего классицизма. Трёхэтажное кирпичное здание имеет в плане прямоугольную форму. В центре главного фасада, обращённого к улице — крупный ризалит, где находится главный вход в здание. Вход оформлен циркульным арочным проёмом с двумя небольшими колоннами. Оконные проёмы в здании небольшие, прямоугольной формы. Массивные стены здания расчленены профилированными междуэтажными поясами и карнизом, венчает здание двускатная крыша.